# Relaciones Cuba-Vietnam
Las relaciones Cuba-Vietnam se refiere a las relaciones bilaterales entre Cuba y Vietnam.
Las relaciones se basan en el comercio, los créditos y las inversiones que han aumentado perceptiblemente desde los años 90 y en creencias ideológicas compartidas, ya que ambos países son estados comunistas. Las relaciones diplomáticas entre los dos países se establecieron en diciembre de 1960. Desde entonces, Vietnam se ha convertido en el segundo mayor socio comercial de Cuba en Asia, con Vietnam detrás de China.

## Status

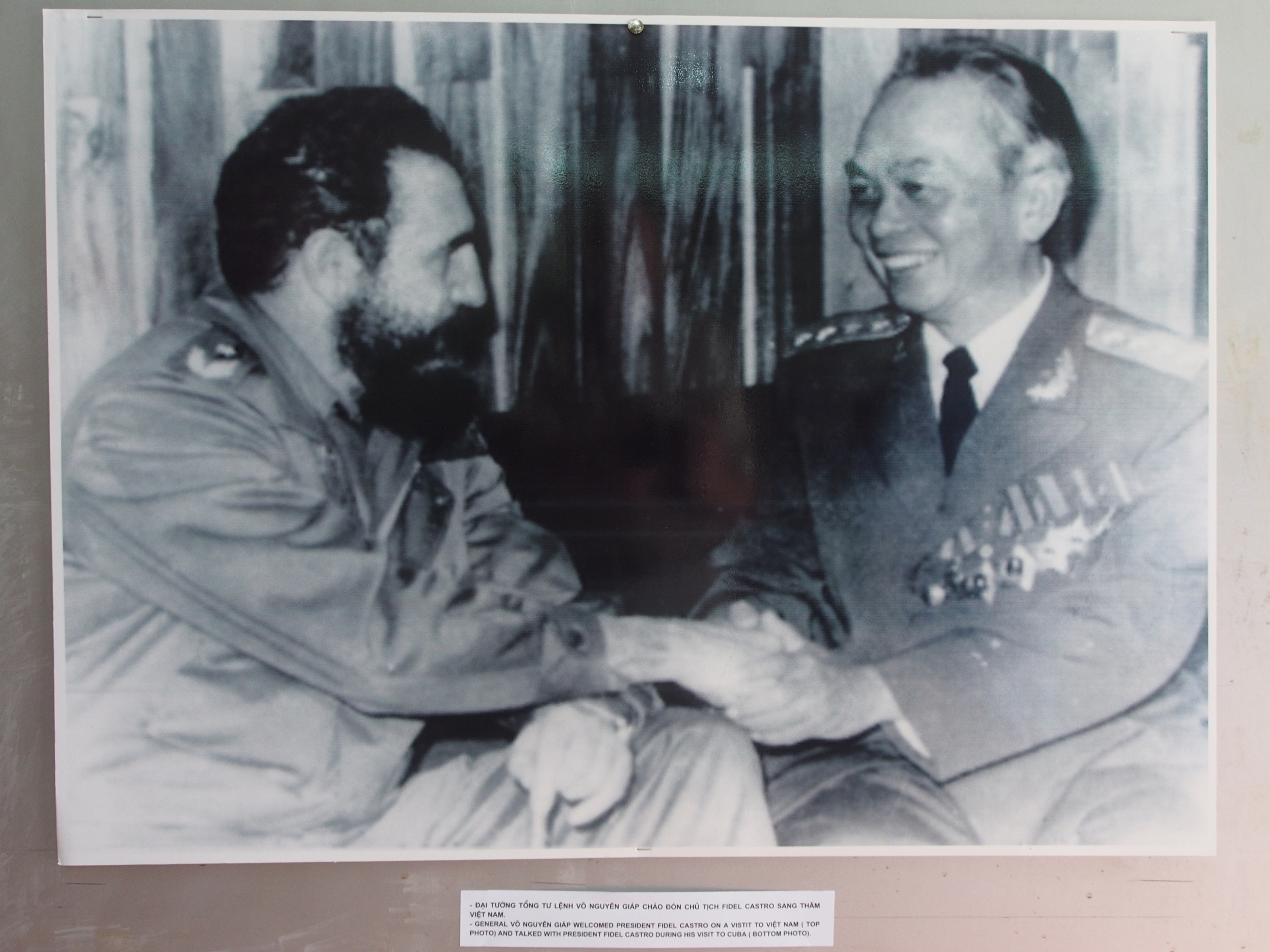
Fidel Castro Ruz y el general Võ Nguyên Giáp.

Según Rodrigo Malmierca Díaz, Ministro de Comercio Exterior e Inversiones de Cuba, las relaciones bilaterales de Cuba con Vietnam se han comprometido a consolidar "la relación especial, la leal amistad y la cooperación integral con Vietnam, los gobiernos y los pueblos"., quien también es presidente de la Subcomisión de Cooperación Cuba-Vietnam, dijo que el objetivo de ambas naciones era hacer que la cooperación económica estuviera a la par de sus relaciones políticas. El Ministro de Construcción (Vietnam) y el Jefe del Subcomité de Cooperación Vietnam-Cuba, dijo que Vietnam hará todo lo posible para promover la cooperación bilateral "en la economía, el comercio, la cultura, la educación y la ciencia y la tecnología, según lo esperado por las partes y los pueblos".
Durante su visita de cinco días a Cuba Nguyễn Phú Trọng encabezó una delegación compuesta por funcionarios de alto nivel como Phạm Quang Nghị, Nguyễn Thiện Nhân y Phạm Bình Minh entre otros. Durante su visita, Nguyễn Phú Trọng recibió la Orden de José Martí, la más alta distinción dada por el Consejo de Estado cubano. Antes de partir, Nguyễn Phú Trọng dijo que Vietnam donará 5.000 toneladas de arroz a nombre del pueblo vietnamita a Cuba. La delegación fue enviada por José Ramón Balaguer, miembro del Secretariado del Partido Comunista de Cuba, en el Aeropuerto Internacional José Martí. Después de la visita de Nguyễn Phú Trọng a Cuba, Víctor Gaute López, miembro de la Secretaría, dijo que Cuba y Vietnam trabajarán lado a lado en su meta de construir una sociedad socialista. Después de la visita de Raúl Castro Ruz en julio de 2012, se dice que las relaciones cubano-vietnamitas entraron en una nueva fase. Según Castro, "el pueblo cubano estará siempre al lado de sus pares vietnamitas para nutrir la hermandad entre las dos naciones para que esta siga creciendo y floreciendo, creo que es el deseo de ambos pueblos".
Nguyễn Phú Trọng compartió sus sentimientos y dijo que "la visita [de Castro] promueve un nuevo desarrollo en las relaciones entre las dos partes, y los gobiernos, y la realización de acuerdos y declaraciones conjuntas recientemente firmados." Vietnam se ha comprometido a promover medidas económicas y comerciales que coincidan con las nuevas circunstancias e intereses de cada país ". Nguyễn Sinh Hùng, el presidente de la Asamblea Nacional de Vietnam, instó a una cooperación más directa con Cuba después de la visita de Castro, y estableció la comunidad vietnamita-cubana y el Grupo de Amistad Parlamentario, "para que los lazos bilaterales entre ambos cuerpos legislativos alcancen un nuevo nivel".

## Comercio
Vietnam es un aliado político y económico de Cuba, y el comercio bilateral consiste principalmente en arroz, textiles, calzado, computadoras, electrónica, madera y café. El comercio entre los dos países supera los 500 millones de dólares. Durante su visita a Vietnam en octubre de 2012, Marino Murillo expresó la esperanza de que Vietnam apoyaría a Cuba en el desarrollo del desarrollo agrícola, poniendo énfasis en el cultivo de alimentos y cultivos industriales.

## Defensa
Joaquín Quintas Sola, el Viceministro de las Fuerzas Armadas Revolucionarias (FAR), visitó Hanói el 18 de septiembre de 2012 y se reunió personalmente con Nguyễn Tấn Dũng, el Primer ministro de Vietnam. El Gobierno vietnamita manifestó su deseo de que se intensificara la cooperación en el campo de la cooperación internacional, haciendo hincapié en la tecnología militar, en la formación del ejército y en la formación de oficiales.

## Actualización del modelo cubano
En los últimos años, bajo el gobierno de Raúl Castro Ruz, el Partido Comunista de Cuba ha tratado de actualizar el modelo socialista cubano introduciendo la propiedad privada y el espíritu empresarial. Nguyễn Phú Trọng, el Secretario General del Partido Comunista de Vietnam, visitó La Habana, Cuba en abril de 2012, mientras que Raúl Castro Ruz visitó Vietnam en julio del mismo año. Durante su visita a Vietnam, Castro dijo a Trương Tấn Sang que era un gran honor poder visitar Vietnam nuevamente.
Murillo, vicepresidente de Cuba y responsable de la implementación de las reformas económicas cubanas, visitó Vietnam en octubre de 2012. Durante su visita, Murillo se reunió con el secretario general Nguyễn Phú Trọng, Y otros funcionarios de alto nivel tales como Nguyen Van Dua, secretario adjunto del Comité Central del Partido Comunista de Vietnam en Ciudad Ho Chi Minh,y Nguyễn Xuân Phúc, vice primer ministro de Vietnam. El punto de la visita fue aprender de la experiencia de la reforma económica vietnamita (Đổi mới) y la economía de mercado orientada al socialismo en general. En particular, Murillo estaba interesado en establecer sociedades de responsabilidad limitada y aprender de la experiencia de la ciudad con las empresas estatales y las sociedades anónimas.una empresa conjunta interesante para los inversionistas extranjeros en Vietnam es Vinamilk.